# علي فياض
علي فياض كاتب وسياسي فلسطيني.

## عنه
ولد عام 1947 في قرية كرتيا في قضاء غزة (حسب تقسيمات فلسطين خلال الانتداب)، لجأت عائلته أواسط 1948 إلى مخيم خان يونس في قطاع غزة بعد تدمير قريتهم من قبل العصابات الصهيونية خلال حرب 1948. حصل على الثانوية العامة من غزة عام 1966 والتحق بجامعة القاهرة للدراسة في كلية الآداب قسم صحافة وتخرج منها عام 1970. التحق بدائرة الإعلام في حركة التحرير الوطني الفلسطيني فتح عام 1970 ثم الإعلام الموحد لمنظمة التحرير الفلسطينية عام 1972 حيث ساهم في تأسيس وتطوير المؤسسات الإعلامية الفلسطينية. وبين عامي 1970 و1975 أسندت إليه العديد من مهام التغطية الإعلامية للعديد من الحركات الثورية في العالم العربي وفي جنوب شرق آسيا. وساهم في نقل تجاربها للثورة الفلسطينية.
بعد الخطاب الشهير للزعيم الفلسطيني ياسر عرفات في الأمم المتحدة عام 1974 بدأت دول العالم بالاعتراف بمنظمة التحرير الفلسطينية كممثل شرعي للشعب الفلسطيني وإقامة العلاقات الثنائية واستقبال ممثليات ومكاتب إعلامية في عواصمها. ونظراً لخبرته في جنوب شرق آسيا أرسل علي فياض سفيراً لمنظمة التحرير الفلسطينية في فيتنام عام 1976 وبدأ مهامه هناك في التعريف بالقضية الفلسطينية ونضال الشعب الفلسطيني. ووسع علاقات المنظمة في بقية بلدان المنطقة مثل لاوس، كمبوديا، تايلند، الفلبين، اندونيسيا، ماليزيا، وسنغافورة.
أحيل إلى التقاعد من عمله كسفير رسمياً عام 1987 بعد اختلافه مع القيادة حول النهج السياسي الجديد بعد الخروج من لبنان وتأييده حركة الإصلاح الداخلية حيث أقام في العاصمة السورية (دمشق) وعاد ليمارس مهنته كصحفي وكاتب سياسي متخصص في الشؤون الدولية وخصوصاً الجنوب شرق آسيوية. ونشر سلسلة من المقالات والدراسات والبحوث في العديد من الدوريات الفلسطينية (مثل مجلة الهدف، مجلة الحرية، مجلة صامد، جريدة المسار، وشؤون فلسطينية)، والعربية (مثل جريدة الحياة، جريدة المستقبل، جريدة الرأي، جريدة الاتحاد، جريدة الخليج، مجلة شؤون الأوسط، وفصلية معلومات دولية).
ساهم خلال التسعينات في تأسيس العديد من الفعاليات في المخيمات الفلسطينية في سوريا كلجان الدفاع عن الثقافة الوطنية وحق العودة بالإضافة لنشاطه النقابي في اتحاد الكتاب والصحفيين الفلسطينيين وحملات التضامن مع القضايا العربية المعاصرة.

## أعماله
- الحب في ظلال الفانتوم، بيروت 1975
- حرب الشعب في عمان، بيروت 1975
- التجربة العسكرية الفيتنامية، دمشق 1990
- التجربة التفاوضية الفيتنامية، دمشق 1993
- حق العودة في الفكر السياسي الفلسطينية، الإمارات العربية المتحدة 2001
- قضية اللاجئين وحق العودة، دمشق 2003 (دراسة مشتركة)
- تجربة منظمة التحرير الفلسطينية، دمشق 2006 (دراسة مشتركة)

## حياته العائلية
متزوج من السيدة سارة فياض وله ابن واحد اسمه زياد وابنتان هما الإعلامية هانوي فياض والممثلة أناهيد فياض.